# كريستيان برغستروم
كريستيان برغستروم (بالسويدية: Christian Bergström) مواليد 19 يوليو 1967 في غوتنبرغ، هو لاعب كرة مضرب سويدي سابق بدأ مسيرته كمحترف سنة 1985 وكان يلعب باليد اليمنى، اعتزل اللعب في 1996. أعلى تصنيف له في الفردي كان المركز الـ 32 في سنة 1992.

## روابط خارجية
- كريستيان برغستروم على موقع رابطة محترفي التنس (الإنجليزية)
- كريستيان برغستروم على موقع الاتحاد الدولي لكرة المضرب (الإنجليزية)
- كريستيان برغستروم على موقع كأس ديفيز (الإنجليزية)
- كريستيان برغستروم على موقع خلاصة التنس.كوم (الإنجليزية)